# 090X
„090X“ je debutový singl slovenské punkrockové skupiny Iné Kafe. Pochází z jejich prvního alba Vitaj! (1998).

## Video
Videoklip k této skladbě se odehrává převážně v dětském pokoji plném hraček, kde skupina hraje. Občas se objeví i záběry ze skateparku. Druhý den po natáčení byla údajně místnost zatopena.